# تپه شهر سوخته ۲۲۸
تپه شهر سوخته ۲۲۸ در شهرستان زابل، بخش شیب آب، دهستان لوتک، روستای حومه شهر سوخته، ۱۱/۱ کیلومتری جنوب غرب پایگاه باستان‌شناسی شهر سوخته واقع شده و این اثر در تاریخ ۱۵ اسفند ۱۳۸۵ با شمارهٔ ثبت ۱۷۹۸۸ به‌عنوان یکی از آثار ملی ایران به ثبت رسیده است.